# 马茨·内斯隆德
马茨·内斯隆德（瑞典語：Mats Näslund，1959年10月31日—），瑞典男子冰球运动员。他曾代表瑞典参加1980年、1992年和1994年冬季奥林匹克运动会冰球比赛，共获得一枚金牌和一枚铜牌。